# Heart (tijdschrift)
Heart is een internationaal peer-reviewed wetenschappelijk tijdschrift op het gebied van de cardiologie. Het wordt uitgegeven door BMJ Group namens de British Cardiac Society.